# Anex Tour
Die Anex Tour GmbH (Eigenschreibweise ANEX Tour GmbH) ist ein deutscher Reiseveranstalter mit Sitz in Düsseldorf und ein Tochterunternehmen der niederländischen Holding NW International B.V. mit Sitz in Amsterdam, die mit der Anex Tourism Group (ATG) im Tourismus tätig ist. Zum Unternehmen gehören die Marken Öger Tours, Bucher Reisen und Neckermann Reisen.

## Geschäftszahlen
Im touristischen Geschäftsjahr 2017/18 erzielte das Unternehmen einen Umsatz von rund 98 Mio. Euro und beförderte 200.000 Menschen aus dem D-A-CH-Markt an ihr Urlaubsziel. 2021/22 wuchs die Zahl der Gäste der Gruppe, Anex Tour mit seinen Marken, auf insgesamt 437.000, der Umsatz auf 365 Mio. Euro.

## Angebot
Das Unternehmen hat rund 20 Urlaubsländer im Portfolio und bietet ein umfassendes Hotelprogramm, vom einfachen 3-Sterne-Hotel bis hin zum 5-Sterne-Luxussegment. Der Reiseveranstalter verfügt über eigene Incoming-Agenturen, Hoteltransfers und Reiseleitungen in den Zielgebieten.

## Geschichte
2016 wurde das Unternehmen als Teil der Anex Tourism Group (ATG) gegründet. Geschäftsführer wurde Murat Kizilsac. 
Um die Expansionspläne der Tochter voranzutreiben, gründete 2016 die Holding NW International BV die deutsche Charterfluggesellschaft Azur Air (Deutschland), einen Ableger der Azur Air (Russland). 2018 hat sich Azur Air (Deutschland) aus wirtschaftlichen Gründen aus dem deutschen Markt zurückgezogen.
Im Geschäftsjahr 2017/18 beförderte das Unternehmen 200.000 Reisende.
Im November 2019 wurde das Reiseveranstaltergeschäft der Öger Tours GmbH und Bucher Reisen GmbH nach Zustimmung durch das Bundeskartellamt übernommen. Im Januar 2020 starteten „Öger Tours“ und „Bucher Reisen“ als Marken neu unter dem Dach der Anex Tour GmbH.
Kurze Zeit später erwarb das Unternehmen auch die Rechte an der Marke „Neckermann Reisen“, aus der Insolvenzmasse des britisch-deutschen Reisekonzerns Thomas Cook. Die Marke Neckermann Reisen startete am 5. April 2022 neu und ist seither wieder über Reisebüros, die eigene Website und Online-Portale buchbar.
Bei den World Travel Awards (WTA) ist Anex Tour 2022 in der Kategorie „Europas führender Reiseveranstalter“ erstmals als Sieger ausgezeichnet worden.